# Спаатз
Острів Спаатз (англ. Spaatz Island) — крижаний острів в Антарктиді, біля західного узбережжя основи Антарктичного півострова (в місці його з'єднання з материком), у морі Беллінсгаузена в Південному океані. Згідно Антарктичному договору на острів, як і на весь континент, не поширена юрисдикція жодної держави. Дозволена тільки наукова діяльність. Але не зважаючи на договір, на острів пред'являють територіальні претензії три держави: Чилі, Велика Британія та Аргентина.

## Географія

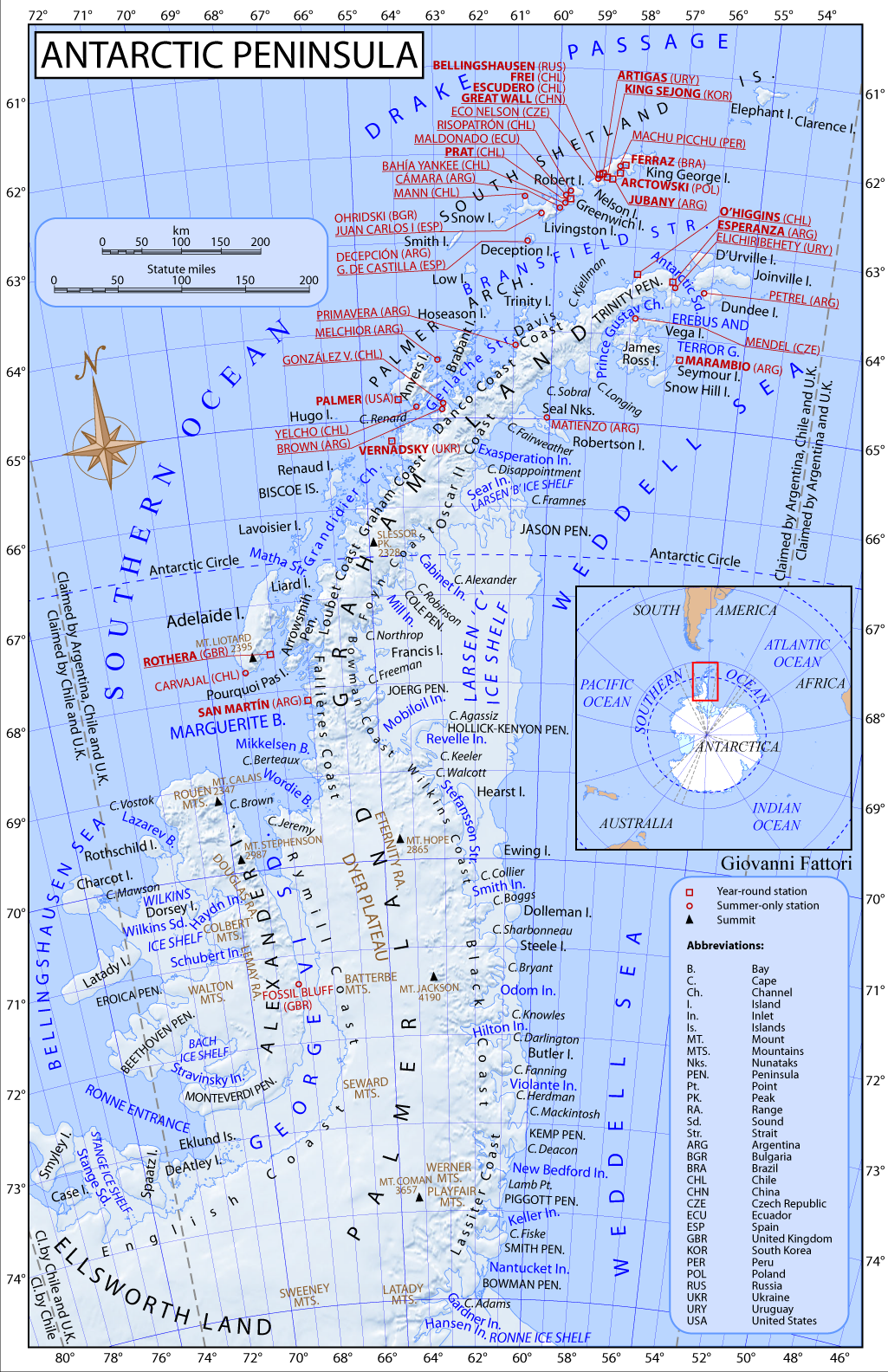
Мапа Антарктичного півострова; острів Спаатз розташований в нижньому лівому куту мапи

Острів розташований у південних широтах Південного океану, приблизна за 60 км на південний захід від острова Земля Олександра і за 10 км на захід від узбережжя землі Пальмера Антарктичного півострова, за 48 км на схід від острова Смілей.
Протяжність острова понад 80 км, при максимальній ширині 40 км. Має площу — 4100 км² (136-те місце у світі).
Північне узбережжя острова утворює частину південного краю (берега) протоки Ронна, яка з'єднує море Беллінсгаузена з південною частиною протоки (каналу) Георга VI; решта острова оточена шельфовими льодовиками проток Станге та Георга VI.

## Історія
Фінн Ронне та Карл Еклунд з Американської антарктичної служби (USAS, 1939-1941) слідували уздовж північної сторони острова у грудні 1940 року. Він був сфотографований з повітря і вперше був відображений на мапі як острів, дослідницькою Антарктичною експедицією Ронна (RARE, 1947-1948) під керівництвом Фінна Ронна. Острів був названий Ронном на честь генерала Карла Спаатза, начальника штабу повітряних сил армії США (USAAF), який надав допомогу авіатранспортом для здійснення експедиції RARE.